# Vojo Gardašević
Vojo Gardašević, serb. cyryl. Војо Гардашeвић, (ur. 10 października 1940 w Podgoricy, Królestwo Jugosławii) – czarnogórski piłkarz, grający na pozycji obrońcy, trener piłkarski.

## Kariera piłkarska

### Kariera klubowa
Karierę piłkarską rozpoczął w klubie Budućnost Titograd, skąd przeszedł do FK Sutjeska Nikšić. W 1968 wyjechał do Holandii, gdzie występował w Zwolsche Boys. W 1969 przeniósł się do PEC Zwolle, w barwach którego w 1971 zakończył karierę piłkarską.

## Kariera trenerska
Po zakończeniu kariery piłkarskiej pomagał trenować Budućnost Titograd. Potem samodzielnie prowadził klub Zeta Golubovci. W 1980 wyjechał do Iraku, gdzie trenował klub Al Tayaran i reprezentację Iraku. W 1995 prowadził kenijski klub Gor Mahia, a w następnym roku reprezentację Kenii. Od 1997 do 2000 stał na czele reprezentacji Seszeli. W 2002 został selekcjonerem reprezentacji Erytrei, ale wkrótce powrócił do Seszeli, gdzie trenował kluby La Passe FC i Anse Réunion FC.

## Sukcesy i odznaczenia

### Sukcesy klubowe
- finalista Pucharu Jugosławii: 1965 (z FK Budućnost Titograd).

### Sukcesy trenerskie
- mistrz Kenii: 1995 (z Gor Mahia).
- brązowy medalista Igrzysk Oceanu Indyjskiego: 1998 (z reprezentacją Seszeli).
- mistrz Seszeli: 2002, 2004, 2005 (z La Passe FC), 2006 (z Anse Réunion FC).
- zdobywca Pucharu Seszeli: 2012 (z Anse Réunion FC).
- finalista Pucharu Seszeli: 2007 (z Anse Réunion FC).
- zdobywca Pucharu Ligi Seszeli: 2003 (z La Passe FC), 2007 (z Anse Réunion FC).
- zdobywca Pucharu Prezydenta Seszeli: 2002 (z La Passe FC).
- finalista Pucharu Prezydenta Seszeli: 2004 (z La Passe FC), 2006, 2007, 2012 (z Anse Réunion FC).